# Landkreis Neustadt an der Waldnaab
Der Landkreis Neustadt an der Waldnaab (amtlich: Landkreis Neustadt a.d.Waldnaab) liegt im Norden des bayerischen Regierungsbezirks Oberpfalz mit der Kreisstadt Neustadt an der Waldnaab. Die Landkreise Neustadt an der Waldnaab und Tirschenreuth sowie die kreisfreie Stadt Weiden in der Oberpfalz bilden die Region Nordoberpfalz. Der Landkreis ist Mitglied der Metropolregion Nürnberg.

## Geografie

### Lage
Der Landkreis hat Anteil am Oberpfälzer Wald und am Oberpfälzer Hügelland. Die mit 901 m ü. NHN höchste Erhebung ist der Entenbühl nahe der Grenze zu Tschechien. Die größten Flüsse im Kreisgebiet sind die Waldnaab, die Haidenaab, die Fichtelnaab und die Pfreimd, alle Quell- bzw. Nebenflüsse der Naab, die durch Vereinigung der Waldnaab und der Haidenaab im südlichen Kreisgebiet entsteht.

### Nachbarkreise
Der Landkreis umgibt die kreisfreie Stadt Weiden in der Oberpfalz und grenzt gegen den Uhrzeigersinn im Norden beginnend an die Landkreise Tirschenreuth, Bayreuth, Amberg-Sulzbach und Schwandorf. Im Osten grenzt er an den tschechischen Plzeňský kraj (deutsch: Pilsener Region).

## Geschichte

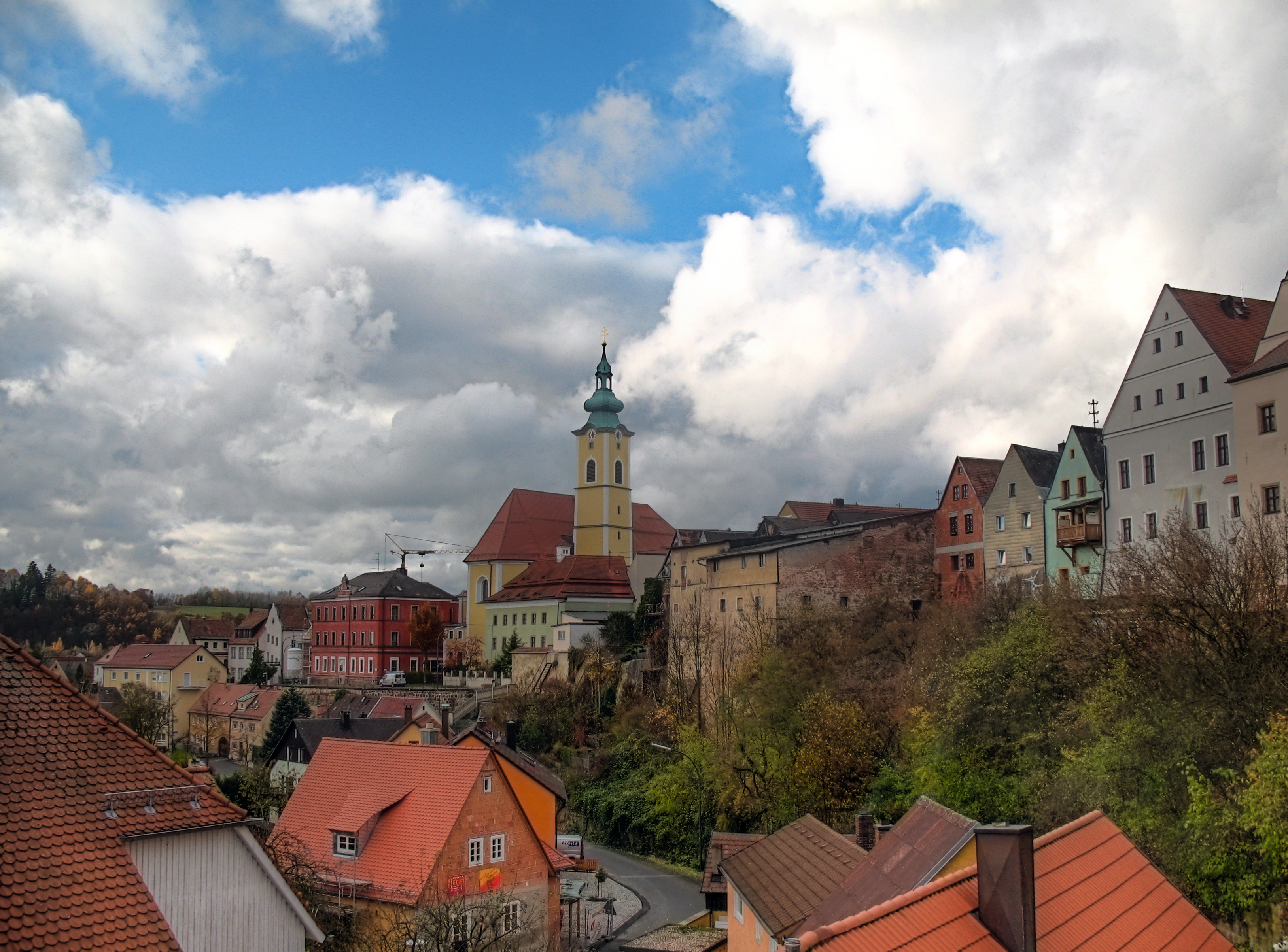
Kreisstadt Neustadt an der Waldnaab

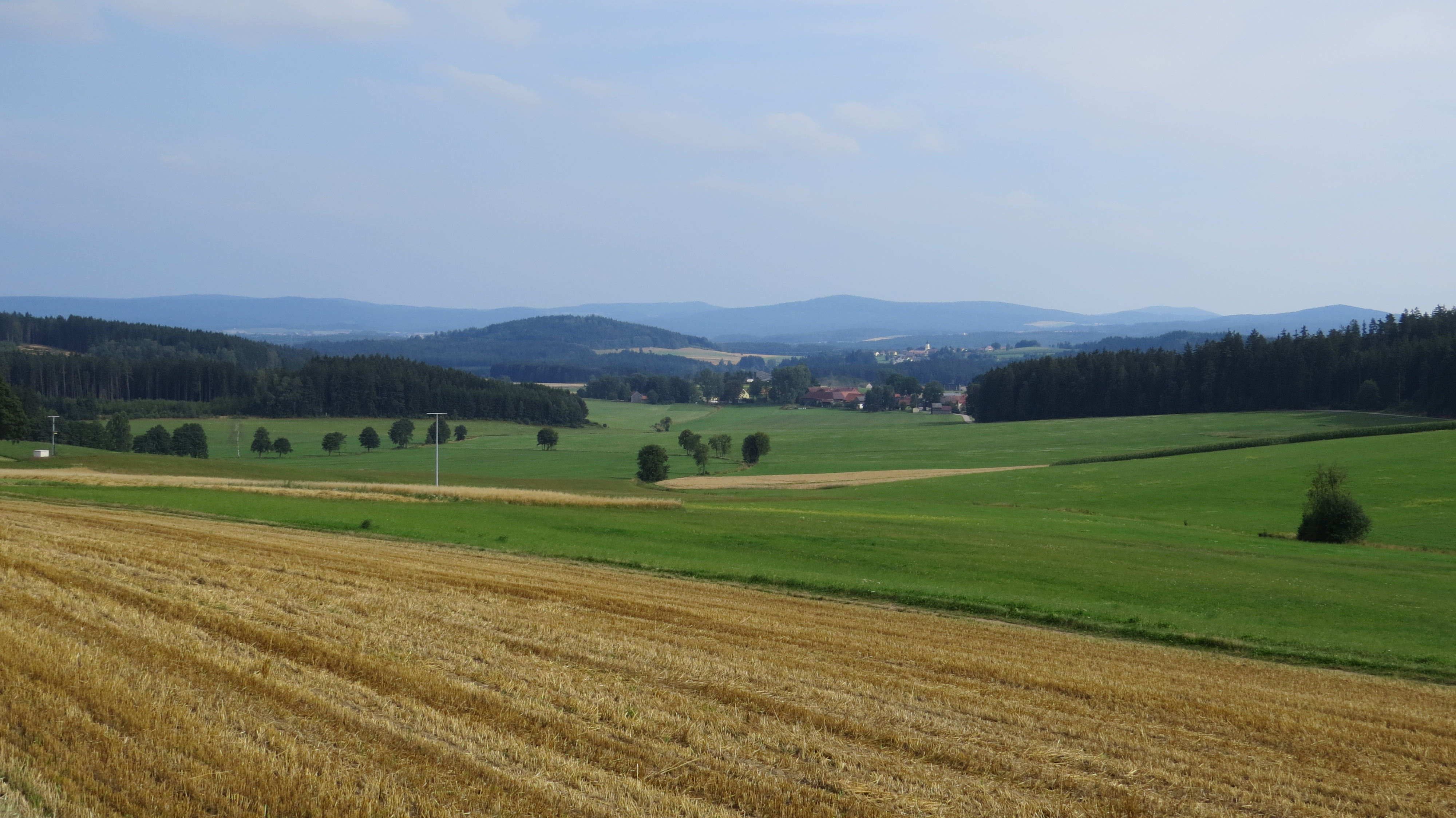
Landschaft bei Pleystein

Der archäologische Fundplatz „Mirga“, oder auch „Miga, Miega, Mocka, Mokka“ genannt, war eine erstmals im Salbuch des Herzogtums Bayern im Jahr 1280 urkundlich erwähnte, slawische Siedlung im heutigen Landkreis. Die Siedlung soll sich auf dem Höhenrücken zwischen Burkhardsreuth, Pichlberg und Barbaraberg befunden haben.

### Landgerichte
Das Gebiet des Landkreises gehörte ehemals zum Nordgau, der späteren Oberpfalz und seit 1628 zum Kurfürstentum Bayern. Es war von zahlreichen Umstrukturierungen und politischen Veränderungen betroffen. 1803, in der nachnapoleonischen Zeit, wurden die Landgerichte Neustadt an der Waldnaab, Eschenbach in der Oberpfalz, Kemnath und Vohenstrauß eingerichtet. Sie gehörten zum Naabkreis, ab 1810 zum Mainkreis, ab 1817 Obermainkreis; Vohenstrauß kam zum Regenkreis. 1838 kamen alle diese Orte zum Regenkreis in die Verwaltung der Oberpfalz. Gleichzeitig wurde in Weiden in der Oberpfalz ein eigenes Landgericht gebildet. 1841 entstand das Landgericht Auerbach in der Oberpfalz durch Abtrennung vom Landgericht Eschenbach und 1849 das Landgericht Erbendorf aus Teilen der bisherigen Landgerichte Kemnath, Neustadt an der Waldnaab, Waldsassen und Tirschenreuth, Teilgebieten des Stiftlandes.

### Bezirksämter
Das Bezirksamt Neustadt an der Waldnaab wurde im Jahr 1862 durch den Zusammenschluss der Landgerichte älterer Ordnung Neustadt an der Waldnaab und Weiden in der Oberpfalz gebildet. Ebenso wurden die Landgerichte Auerbach und Eschenbach zum Bezirksamt Eschenbach und die Landgerichte Erbendorf und Kemnath zum Bezirksamt Kemnath zusammengefasst, während das Bezirksamt Vohenstrauß dem Landgericht Vohenstrauß folgte.
Von 1883 bis 1898 war Sigmund Hieronymus Castner Bezirksamtmann im Bezirksamt Neustadt an der Waldnaab.
Am 1. Januar 1919, nach dem Ersten Weltkrieg (1914–1918), schied die Stadt Weiden in der Oberpfalz aus dem Bezirksamt Neustadt an der Waldnaab aus und wurde eine kreisunmittelbare Stadt. Am 1. Januar 1931 wurden die Gemeinden Altenstadt b. Erbendorf, Bernstein, Burggrub, Erbendorf, Grötschenreuth, Hauxdorf, Krummennaab, Naabdemenreuth, Neuenreuth, Pfaben, Reuth bei Erbendorf, Röthenbach, Siegritz, Thumsenreuth, Trautenberg, Wetzldorf und Wildenreuth aus dem Bezirksamt Kemnath dem Bezirksamt Neustadt zugeteilt, nachdem sie bereits seit der Auflösung des Amtsgerichts Erbendorf im Jahre 1929 zum Gerichtsbezirk Neustadt gehört hatten.

### Bezirksamtmänner/-oberamtmänner (bis 1938)
- 1917–1922 August Haase
- 1922–1929 Hans Hausmann
- 1. August 1929 – 16. Mai 1933 August Medicus (1. August 1929 – 16. Mai 1933)
- 1. Juni 1933 – 16. September 1942 Otto Fürnrohr (1. Juni 1933 – 16. September 1942/24. Mai 1945)
- 16. September 1942 – 1945 Franz Xaver Schindlbeck, Beauftragter

### Landkreise
Am 1. Januar 1939 wurde wie überall im Deutschen Reich die Bezeichnung Landkreis eingeführt. Aus den Bezirksämtern wurden die Landkreise Eschenbach in der Oberpfalz, Kemnath, Neustadt an der Waldnaab und Vohenstrauß. Durch Auflösung einiger Gemeinden zur Vergrößerung des Truppenübungsplatzes Grafenwöhr verringerte sich die Anzahl der Gemeinden.
Im Jahr 1946 wurde der Landkreis um die Gemeinde Schadenreuth des Landkreises Kemnath vergrößert, die nach Erbendorf eingemeindet wurde.

### Landkreis Neustadt an der Waldnaab
Im Rahmen der Gebietsreform in Bayern wurde der Landkreis am 1. Juli 1972 neu abgegrenzt:
- Der größte Teil des aufgelösten Landkreises Eschenbach in der Oberpfalz kam zum Landkreis.
- Alle Gemeinden des aufgelösten Landkreises Vohenstrauß kamen zum Landkreis.
- Aus dem aufgelösten Landkreis Kemnath kam die Gemeinde Mockersdorf zum Landkreis.
- Aus dem Landkreis wechselte die Gemeinde Holzhammer in den Landkreis Amberg-Sulzbach.
- Aus dem Landkreis  wechselten die Gemeinden Erbendorf, Grötschenreuth, Hauxdorf, Krummennaab, Reuth bei Erbendorf, Röthenbach, Thumsenreuth, Wetzldorf und Wildenreuth in den Landkreis Tirschenreuth.
- Aus dem Landkreis wurden die Gemeinden Frauenricht, Muglhof und Neunkirchen bei Weiden  in die kreisfreie Stadt Weiden eingegliedert.

### Einwohnerentwicklung
Von 1988 bis 2008 wuchs der Landkreis um ca. 6000 Einwohner bzw. um rund 7 %. Seit 2003 ist die Tendenz nach einem Höchststand von rund 101.500 Einwohnern rückläufig.
Zwischen 1988 und 2018 wuchs der Landkreis von 92.402 auf 94.352 um 1.950 Einwohner bzw. um 2,1 %. Die stärksten Zuwächse lagen im Nahbereich des Oberzentrums Weiden und im westlichen Landkreis, die deutlichsten Einwohnerverluste hatten die Gemeinden im Osten entlang der Grenze zu Tschechien.
| Bevölkerungsentwicklung | Bevölkerungsentwicklung | Bevölkerungsentwicklung | Bevölkerungsentwicklung | Bevölkerungsentwicklung | Bevölkerungsentwicklung | Bevölkerungsentwicklung | Bevölkerungsentwicklung | Bevölkerungsentwicklung | Bevölkerungsentwicklung | Bevölkerungsentwicklung | Bevölkerungsentwicklung | Bevölkerungsentwicklung | Bevölkerungsentwicklung | Bevölkerungsentwicklung | Bevölkerungsentwicklung |
| ----------------------- | ----------------------- | ----------------------- | ----------------------- | ----------------------- | ----------------------- | ----------------------- | ----------------------- | ----------------------- | ----------------------- | ----------------------- | ----------------------- | ----------------------- | ----------------------- | ----------------------- | ----------------------- |
| Jahr                    | 1840                    | 1900                    | 1939                    | 1950                    | 1961                    | 1970                    | 1987                    | 1991                    | 1995                    | 2000                    | 2005                    | 2010                    | 2015                    | 2020                    |                         |
| Einwohner               | 58.312                  | 60.983                  | 69.880                  | 90.904                  | 87.776                  | 92.397                  | 91.792                  | 97.101                  | 99.620                  | 101.011                 | 100.081                 | 97.211                  | 95.078                  | 94.645                  |                         |

Die nachfolgenden Zahlen beziehen sich auf den Gebietsstand vom 25. Mai 1987:

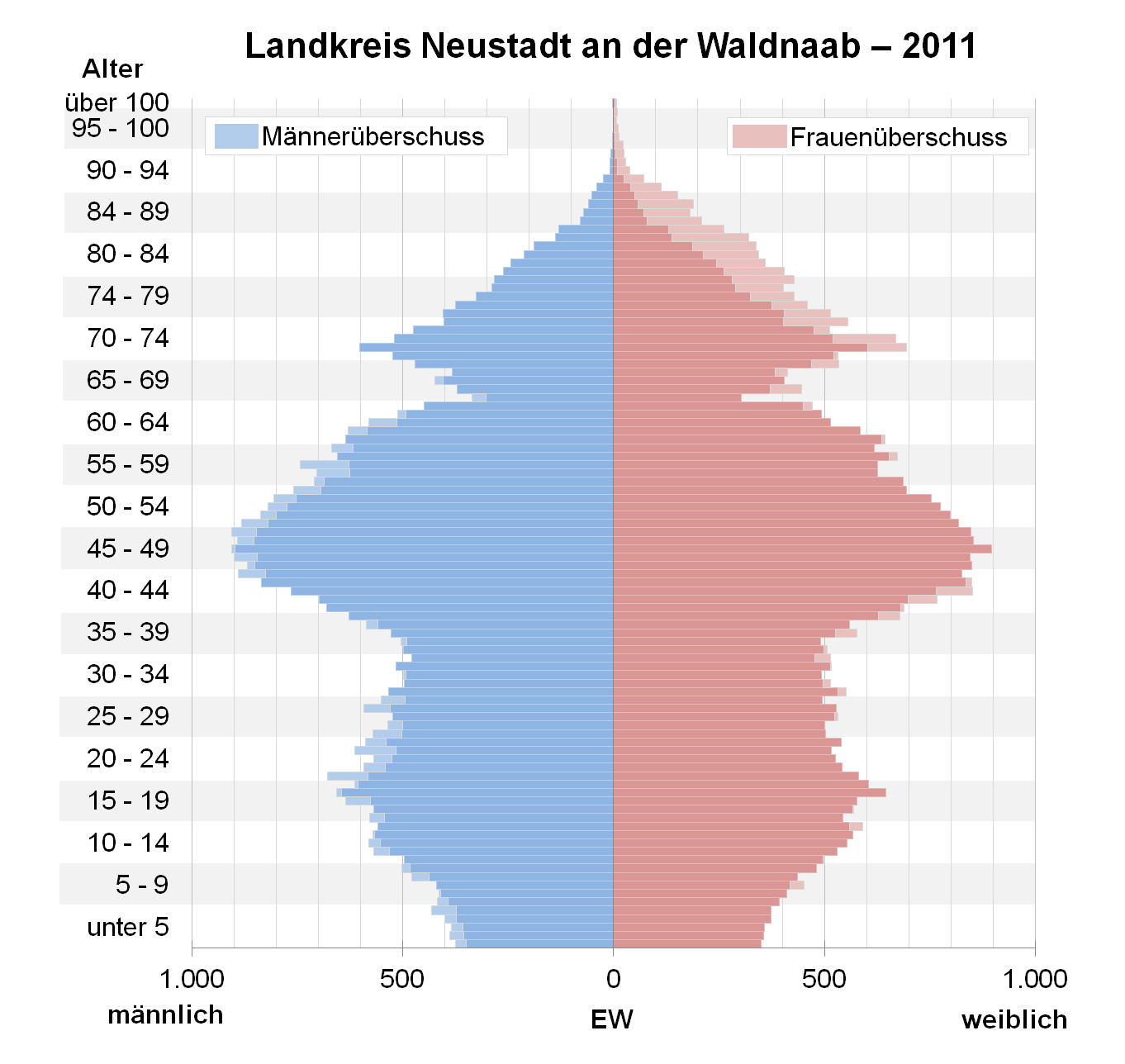
Bevölkerungspyramide für den Kreis Neustadt an der Waldnaab (Datenquelle: Zensus 2011.)

Einwohnerentwicklung Landkreis Neustadt an der Waldnaab

## Politik

### Kreistag
Die Ergebnisse der Kreistagswahlen vom 3. März 2002, 2. März 2008, 16. März 2014 und 15. März 2020 führten zu folgenden Sitzverteilungen:
| Kreistagswahlwahl 2020Wahlbeteiligung: 71,7 % (+1,1 %) %403020100 39,817,814,48,86,95,13,92,60,8 CSUSPDFWJUGrüneAfDÖDPFDP/UWhLinkeGewinne und Verlusteim Vergleich zu 2014 %p 10 8 6 4 2 0 −2 −4 −6 −8−10−7,5−8,6+1,5+8,8+2,0+5,1−1,1−0,8+0,8CSUSPDFWJUGrüneAfDÖDPFDP/UWLinkeAnmerkungen:h FDP Bayern/Unabhängige Wähler | Sitzverteilung im Kreistag Neustadt a.d.Waldnaab seit 2020Insgesamt 60 Sitze - SPD: 11 - Grüne: 4 - ÖDP: 2 - FDP/UW: 2 - FW: 9 - CSU: 24 - JU: 5 - AfD: 3 |

| Parteien und Wählergemeinschaften | Parteien und Wählergemeinschaften          | 2020   | 2020   | 2014   | 2014   | 2008   | 2008   | 2002   | 2002   | 1996   | 1996   |
| Parteien und Wählergemeinschaften | Parteien und Wählergemeinschaften          | %      | Sitze  | %      | Sitze  | %      | Sitze  | %      | Sitze  | %      | Sitze  |
| --------------------------------- | ------------------------------------------ | ------ | ------ | ------ | ------ | ------ | ------ | ------ | ------ | ------ | ------ |
| CSU                               | Christlich-Soziale Union in Bayern         | 39,8   | 24     | 47,3   | 28     | 46,1   | 28     | 49,9   | 30     | 47,8   | 30     |
| SPD                               | SPD Bayern                                 | 17,8   | 11     | 26,4   | 16     | 28,3   | 17     | 29,3   | 18     | 31,9   | 20     |
| FW                                | Freie Wähler Bayern                        | 14,4   | 09     | 12,9   | 08     | 12,2   | 07     | 0–     | 0–     | 0–     | 0–     |
| JU                                | Junge Union                                | 8,8    | 05     | 0–     | 0–     | 0–     | 0–     | 0–     | 0–     | 0–     | 0–     |
| Grüne                             | Grüne Bayern                               | 6,9    | 04     | 4,9    | 03     | 3,4    | 02     | 0–     | 0–     | 3,6    | 02     |
| AfD                               | AfD Bayern                                 | 5,1    | 03     | 0–     | 0–     | 0–     | 0–     | 0–     | 0–     | 0–     | 0–     |
| ÖDP                               | Ökologisch-Demokratische Partei            | 3,9    | 02     | 5,0    | 03     | 4,8    | 03     | 4,6    | 03     | 2,9    | 01     |
| FDP/UW                            | FDP Bayern/Unabhängige Wähler              | 2,6    | 02     | 3,4    | 02     | 5,2    | 03     | 0–     | 0–     | 0–     | 0–     |
| Linke                             | Die Linke Bayern                           | 0,8    | 0–     | 0–     | 0–     | 0–     | 0–     | 0–     | 0–     | 0–     | 0–     |
| FUW                               | Freie und unabhängige Wählergemeinschaften | 0–     | 0–     | 0–     | 0–     | 0–     | 0–     | 10.9   | 06     | 9,4    | 05     |
| FDP/FW                            | FDP Bayern/Freie Wähler Bayern             | 0–     | 0–     | 0–     | 0–     | 0–     | 0–     | 5,3    | 03     | 4,4    | 02     |
| gesamt                            | gesamt                                     | 100,0  | 60     | 99,9   | 60     | 100,0  | 60     | 100,0  | 60     | 100,0  | 60     |
| Wahlbeteiligung                   | Wahlbeteiligung                            | 71,7 % | 71,7 % | 70,6 % | 70,6 % | 74,0 % | 74,0 % | 77,8 % | 77,8 % | 82,3 % | 82,3 % |

### Bezirksamtmänner (bis 1938) und Landräte (ab 1939)
- 1917–1922 August Haase
- 1922–1929 Hans Hausmann
- 1929–1933 August Medicus

- 1933–1942/1945 Otto Fürnrohr
- 1942–1945 Franz Xaver Schindlbeck, beauftragt
- 1946–24. Oktober 1949: Hans Bodensteiner, CSU. Dieser legte nach seiner Wahl in den ersten Deutschen Bundestag in der Kreistagssitzung am 24. Oktober 1949 sein Mandat als Landrat nieder.
- 24. Oktober 1949–30. April 1984: Christian Kreuzer, CSU
- 1. Mai 1984–30. April 1996: Anton Binner, CSU
- 1. Mai 1996–30. April 2014: Simon Wittmann, CSU
- seit 1. Mai 2014: Andreas Meier, CSU

Bei der Kommunalwahl am 15. März 2020 wurde Andreas Meier mit 62,6 % der Stimmen erneut zum Landrat gewählt.

### Wappen
Das Landkreiswappen wurde durch Entschließung des bayerischen Staatsministeriums des Innern vom 22. Dezember 1954 auf Antrag verliehen und durch ein Schreiben der Regierung der Oberpfalz vom 22. März 1977 in Regensburg bestätigt.
| Wappen des Landkreises Neustadt an der Waldnaab | Blasonierung: „Gespalten und hinten geteilt; vorne in Schwarz ein rot gekrönter und rot bewehrter goldener Löwe; hinten oben in Blau drei, zwei zu eins gestellte, goldene Sterne, unten in Silber ein blauer Balken.“ |
| Wappen des Landkreises Neustadt an der Waldnaab | Wappenbegründung: Das Wappen zeigt heraldische Symbole dreier ehemals bedeutender Herrschaftsträger im Kreisgebiet: den goldenen Löwen auf schwarzem Grund (Pfälzer Löwe) der pfälzischen Linie der Wittelsbacher; die drei goldenen Sterne in Blau der Fürsten von Lobkowitz in der einstigen gefürsteten Reichsgrafschaft Störnstein und der Herrschaft Waldthurn und den blauen Balken der Landgrafen von Leuchtenberg und hält die Erinnerung an diese drei Adelsgeschlechter wach. Dieses Wappen wurde nach der letzten Gemeindegebietsreform beibehalten, da sich das Kreisgebiet durch den (ober)pfälzischen Löwen, der auch in den Wappen der Altkreise Eschenbach und Vohenstrauß enthalten war, und den Leuchtenberger Balken aus dem Vohenstraußer Kreiswappen mit repräsentiert fühlen sollte. |

## Wirtschaft und Infrastruktur
Gegen Ende des 19. Jahrhunderts wurde im Landkreis die Glasindustrie angesiedelt. Sechs von neun Bleiglasfabriken bestanden noch 1985. Die wirtschaftliche Lage des Landkreises im Vergleich zu Gesamt-Westdeutschland – nahe an der Grenze zur Tschechoslowakei im Osten, einem amerikanischen Truppenübungsplatz im Westen und ohne namhaften Fremdenverkehr – entwickelte sich bis in die 1980er Jahre insgesamt negativ; unter den 237 deutschen Landkreisen gehörte er zu den 22 mit einem Bruttoinlandsprodukt unter 10.000 DM pro Kopf. Verzeichnet wurden auch überdurchschnittliche Abwanderungstendenz und Arbeitslosigkeit sowie stark unterdurchschnittliche Einkommen.
Im Zukunftsatlas 2016 belegte der Landkreis Neustadt an der Waldnaab Platz 308 von 402 Landkreisen, Kommunalverbänden und kreisfreien Städten in Deutschland und zählt damit zu den Regionen mit „Zukunftsrisiken“. Laut der Studie bietet er damit von allen Landkreisen in Bayern die drittschlechtesten Zukunftsperspektiven.

### Verkehr

#### Eisenbahn
Der Hauptstrom des Eisenbahnverkehrs folgt dem Naabtal vom Norden nach Süden; hier hat die AG der Bayerischen Ostbahnen im Jahre 1863 eine Bahn von Regensburg nach Weiden erbaut, die alsbald über Pressath nach Bayreuth verlängert worden ist.
Im folgenden Jahr 1864 kam dann die Strecke von Weiden über Neustadt (Waldnaab) nach Eger hinzu. Auch die 1875 von Weiden über Weiherhammer in Richtung Neukirchen–Nürnberg fertiggestellte Bahn war ein Werk der Ostbahn.
Den weiteren Ausbau des Netzes übernahmen die Bayerischen Staatseisenbahnen:
Seit 1878 durchzieht die Strecke Nürnberg–Marktredwitz das Kreisgebiet im äußersten Nordwesten bei Vorbach. Die 50 Kilometer lange Lokalbahn Neustadt–Floß–Eslarn nahm 1886 ihren Betrieb bis Vohenstrauß auf, erreichte 1900 den Grenzort Waidhaus und war 1908 vollendet. Die Abzweigung von Floß nach Flossenbürg kam erst 1913 dazu. Sie wurde zunächst nur für den Güterverkehr genutzt, ab 1938 band sie dann das im Kreis gelegene Konzentrationslager an das Reich an. Nach dem Zweiten Weltkrieg kaum noch genutzt, wurde die Strecke schließlich abgebaut.
Im Jahre 1904 bekam der Altkreis Eschenbach einen Bahnanschluss durch die Strecke Pressath–Grafenwöhr–Kirchenthumbach. Bald darauf entstand 1910 in Grafenwöhr eine Zweigbahn zum Lagerbahnhof, die lange Zeit nur dem Militärverkehr zum Truppenübungsplatz diente.
Der Personenverkehr auf den Lokalbahnen ist wie folgt stillgelegt worden:
- 1959: Floß–Flossenbürg (6 km)
- 1962: Grafenwöhr (Bf)–Kirchenthumbach (15 km)
- 1966/76: Pressath–Grafenwöhr (Bf)–Grafenwöhr Lager (8 km)
- 1975: Floß–Vohenstrauß–Waidhaus–Eslarn (40 km)
- 1992: Neustadt–Floß (10 km)

Damit umfasst das Personenverkehrsnetz nur noch Strecken von 89 Kilometern Länge gegenüber dem Höchststand von 168 Kilometern.

#### Straße
Durch den Landkreis verläuft in West-Ost-Richtung die Bundesautobahn 6 (Nürnberg–Waidhaus/Landesgrenze zu Tschechien) und in Nord-Süd-Richtung die Bundesautobahn 93 (Autobahndreieck Hochfranken–Regensburg). Außerdem dienen die Bundesstraßen 15, 22, 299 und 470 dem überörtlichen Verkehr.

### Energie
Etzenricht ist Standort eines 380-kV-Umspannwerks, von dem aus eine 380-kV-Leitung nach Tschechien ausgeht. Dieses Umspannwerk beherbergte von 1992 bis 1995 die einzige HGÜ-Kurzkopplung Deutschlands. In Tanzmühle befindet sich ein Wasserkraftwerk, das in das 110-kV-Netz speist.

## Gemeinden
(Fläche in km² am 31. Dezember 2001, Einwohnerzahlen vom 31. Dezember 2024)
| Städte 1. Eschenbach in der Oberpfalz (4308) 2. Grafenwöhr (6360) 3. Neustadt am Kulm (1160) 4. Neustadt an der Waldnaab (6057) 5. Pleystein (2368) 6. Pressath (4217) 7. Vohenstrauß (7576) 8. Windischeschenbach (4980) Märkte 1. Eslarn (2702) 2. Floß (3494) 3. Kirchenthumbach (3274) 4. Kohlberg (1190) 5. Leuchtenberg (1198) 6. Luhe-Wildenau (3419) 7. Mantel (2827) 8. Moosbach (2473) 9. Parkstein (2379) 10. Tännesberg (1479) 11. Waidhaus (2121) 12. Waldthurn (1917) | Weitere Gemeinden 1. Altenstadt an der Waldnaab (4687) 2. Bechtsrieth (1073) 3. Etzenricht (1544) 4. Flossenbürg (1496) 5. Georgenberg (1272) 6. Irchenrieth (1676) 7. Kirchendemenreuth (907) 8. Pirk (1936) 9. Püchersreuth (1701) 10. Schirmitz (2122) 11. Schlammersdorf (870) 12. Schwarzenbach (1138) 13. Speinshart (1119) 14. Störnstein (1545) 15. Theisseil (1198) 16. Trabitz (1356) 17. Vorbach (1061) 18. Weiherhammer (3849) Gemeindefreie Gebiete (47,72 km²) 1. Manteler Forst (36,47 km²) 2. Speinsharter Forst (11,25 km²) | Verwaltungsgemeinschaften 1. Eschenbach in der Oberpfalz (Städte Eschenbach in der Oberpfalz und Neustadt am Kulm und Gemeinde Speinshart) 2. Kirchenthumbach (Markt Kirchenthumbach und Gemeinden Schlammersdorf und Vorbach) 3. Neustadt an der Waldnaab (mit Sitz in Neustadt a.d.Waldnaab; Mitgliedsgemeinden: Markt Parkstein und Gemeinden Kirchendemenreuth, Püchersreuth, Störnstein und Theisseil) 4. Pleystein (Stadt Pleystein und Gemeinde Georgenberg) 5. Pressath (Stadt Pressath und Gemeinden Schwarzenbach und Trabitz) 6. Schirmitz (Gemeinden Bechtsrieth, Irchenrieth, Pirk und Schirmitz) 7. Tännesberg (Märkte Leuchtenberg und Tännesberg) 8. Weiherhammer (Markt Kohlberg und Gemeinden Etzenricht und Weiherhammer) |

### Landkreis Neustadt

Landkreis Neustadt an der Waldnaab

| Rang | Name               | Einwohnerzahl | Titel    |
| ---- | ------------------ | ------------- | -------- |
| 1.   | Vohenstrauß        | 7563          | Stadt    |
| 2.   | Grafenwöhr         | 6451          | Stadt    |
| 3.   | Neustadt           | 5709          | Stadt    |
| 4.   | Windischeschenbach | 4930          | Stadt    |
| 5.   | Altenstadt         | 4734          | Gemeinde |
| 6.   | Eschenbach         | 4331          | Stadt    |
| 7.   | Pressath           | 4267          | Stadt    |
| 8.   | Weiherhammer       | 3824          | Gemeinde |
| 9.   | Luhe-Wildenau      | 3458          | Markt    |
| 10.  | Floss              | 3399          | Markt    |
| 11.  | Kirchenthumbach    | 3225          | Markt    |
| 12.  | Mantel             | 2749          | Markt    |
| 13.  | Eslarn             | 2679          | Markt    |
| 14.  | Moosbach           | 2370          | Markt    |
| 15.  | Parkstein          | 2309          | Markt    |
| 16.  | Pleystein          | 2309          | Stadt    |
| 17.  | Waidhaus           | 2188          | Markt    |
| 18.  | Pirk               | 1942          | Gemeinde |
| 19.  | Schirmitz          | 1905          | Gemeinde |

| Rang | Name               | Einwohnerzahl | Titel    |
| ---- | ------------------ | ------------- | -------- |
| 20.  | Waldthurn          | 1881          | Markt    |
| 21.  | Püchersreuth       | 1661          | Gemeinde |
| 22.  | Irchenrieth        | 1577          | Gemeinde |
| 23.  | Etzenricht         | 1565          | Gemeinde |
| 24.  | Störnstein         | 1516          | Gemeinde |
| 25.  | Flossenbürg        | 1465          | Gemeinde |
| 26.  | Tännesberg         | 1439          | Markt    |
| 27.  | Georgenberg        | 1309          | Gemeinde |
| 28.  | Trabitz            | 1280          | Gemeinde |
| 29.  | Kohlberg           | 1217          | Markt    |
| 30.  | Theilseil          | 1197          | Gemeinde |
| 31.  | Schwarzenbach      | 1162          | Gemeinde |
| 32.  | Neustadt (am Kulm) | 1130          | Stadt    |
| 33.  | Speinshart         | 1128          | Gemeinde |
| 34.  | Leuchtenberg       | 1111          | Markt    |
| 35.  | Bechtsrieth        | 1099          | Gemeinde |
| 36.  | Vorbach            | 1026          | Gemeinde |
| 37.  | Kirchendemenreuth  | 884           | Gemeinde |
| 38.  | Schlammersdorf     | 849           | Gemeinde |

### Altkreis Neustadt an der Waldnaab
Vor dem Beginn der bayerischen Gebietsreform umfasste der Altkreis Neustadt an der Waldnaab in den 1960er Jahren 63 Gemeinden:
- Altenparkstein
- Altenstadt an der Waldnaab
- Bechtsrieth
- Bergnetsreuth
- Bernstein
- Edeldorf
- Engleshof
- Enzenrieth
- Eppenreuth
- Erbendorf, Stadt
- Etzenricht
- Floß, Markt
- Flossenbürg
- Frauenricht
- Gailertsreuth
- Gösen
- Grafenreuth
- Grötschenreuth
- Hammerles
- Hannersgrün
- Hauxdorf
- Holzhammer
- Hütten
- Ilsenbach
- Irchenrieth
- Kaltenbrunn, Markt
- Kirchendemenreuth
- Klobenreuth
- Kohlberg
- Krummennaab
- Lanz
- Letzau
- Luhe, Markt
- Mallersricht
- Mantel, Markt
- Meerbodenreuth
- Muglhof
- Naabdemenreuth
- Neudorf bei Luhe
- Neuhaus, Markt
- Neunkirchen bei Weiden
- Neustadt an der Waldnaab, Stadt
- Oberwildenau
- Parkstein, Markt
- Pirk
- Püchersreuth
- Reuth bei Erbendorf
- Roschau
- Röthenbach
- Rothenstadt
- Schirmitz
- Schlattein
- Schönbrunn
- Schwand
- Schwarzenbach
- Störnstein
- Thumsenreuth
- Weiherhammer
- Wendersreuth
- Wetzldorf
- Wildenreuth
- Windischeschenbach
- Wurz

Landkreis Neustadt an der Waldnaab, Gemeindegrenzenkarte von 1961

Die folgenden Gemeinden wurden während des Bestehens des Landkreises eingemeindet:
- Altenstadt bei Erbendorf, 1938 zu Erbendorf
- Burggrub, 1939 zu Krummennaab
- Diepoltsreuth, am 1. April 1949 zu Gailertsreuth
- Dietersdorf, am 1. Januar 1946 zu Naabdemenreuth
- Matzlesrieth, 1928 zu Muglhof
- Moosbürg, am 1. Januar 1914 zu Weiden
- Neuenreuth, am 1. Januar 1946 zu  Wildenreuth
- Oed, am 1. Januar 1946 zu  Schwand
- Pfaben, 1938 zu Wetzldorf
- Rupprechtsreuth, am 1. Januar 1946 zu Mantel
- Siegritz, am 1. Januar 1946 zu  Wetzldorf
- Trautenberg, am 1. Januar 1946 zu  Krummennaab
- Unterwildenau, am 1. April 1928 zu Oberwildenau

## Schutzgebiete
Im Landkreis gibt es 13 Naturschutzgebiete, sieben Landschaftsschutzgebiete, 13 FFH-Gebiete und mindestens 72 vom Bayerischen Landesamt für Umwelt ausgewiesene Geotope (Stand August 2016).

## Kfz-Kennzeichen
Am 1. Juli 1956 wurde dem Landkreis bei der Einführung der bis heute gültigen Kfz-Kennzeichen das Unterscheidungszeichen NEW zugewiesen. Es wird durchgängig bis heute ausgegeben.
Bis in die 1990er-Jahre erhielten Fahrzeuge aus den Altkreisen besondere Erkennungsnummern:
| Gebiet                               | Buchstaben | Zahlen      |
| ------------------------------------ | ---------- | ----------- |
| Altkreis Neustadt an der Waldnaab    | A bis Z    | 1 bis 999   |
| Altkreis Neustadt an der Waldnaab    | AA bis DZ  | 1 bis 99    |
| Altkreis Neustadt an der Waldnaab    | PA bis PZ  | 1 bis 99    |
| Altkreis Neustadt an der Waldnaab    | AA bis AZ  | 100 bis 999 |
| Altkreis Eschenbach in der Oberpfalz | EA bis NZ  | 1 bis 99    |
| Altkreis Eschenbach in der Oberpfalz | EA bis EZ  | 100 bis 999 |
| Altkreis Vohenstrauß                 | RA bis ZZ  | 1 bis 99    |
| Altkreis Vohenstrauß                 | RA bis RZ  | 100 bis 999 |

Seit dem 10. Juli 2013 sind in Zusammenhang mit der Kennzeichenliberalisierung auch die Unterscheidungszeichen ESB (Eschenbach in der Oberpfalz) und VOH (Vohenstrauß) erhältlich.